# Хаммамет
Хаммаме́т — курортный город в Тунисе, расположенный в одноимённом заливе Средиземного моря в вилайете Набуль.
Является административным центром округа Хаммамет. Город вытянут вдоль побережья, имеет два центра: старый — «Медина Хаммамет», и новый, построенный в 1990-х годах — «Медина Ясмин» (Жасмин). Застройка малоэтажная, в основном — 1—2 этажа. Пляжи песчаные. Старый центр города находится на территории укреплений XV века, огороженных крепостной стеной. В западной части укреплений находится форт, прилегающая территория плотно застроена. Северо-восточнее старого города находится резиденция президента страны.

## Транспорт
- 4 автобусных маршрута
- Через город проходит железная дорога и автомобильная дорога C28 Загуан—Набуль.

## Достопримечательности
Медина и Вилла румынского миллионера Джорджа Себастьяна.

## Города-побратимы
- Невер, Франция[1].

## Галерея

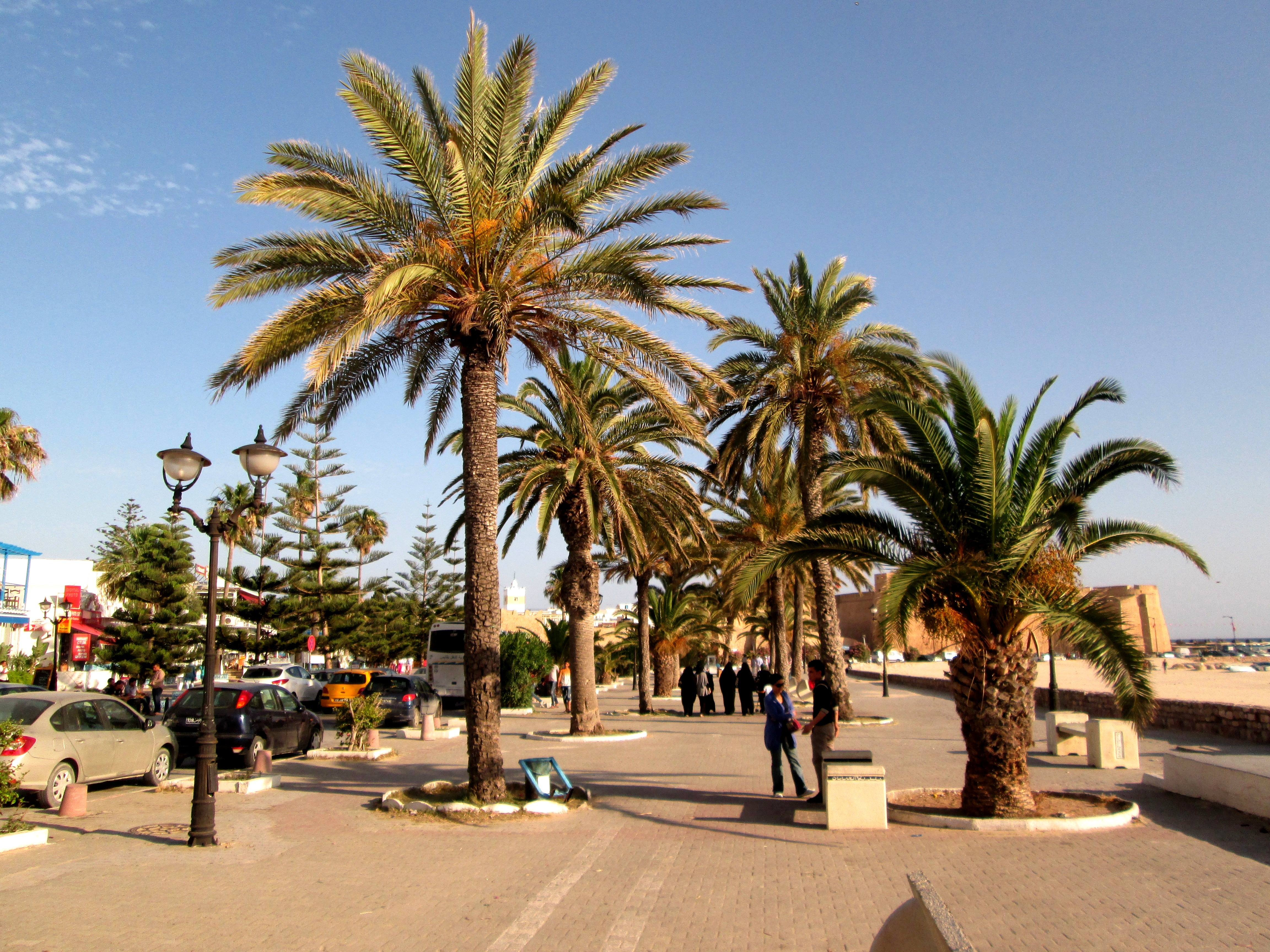
Бульвар, ведущий к Медине
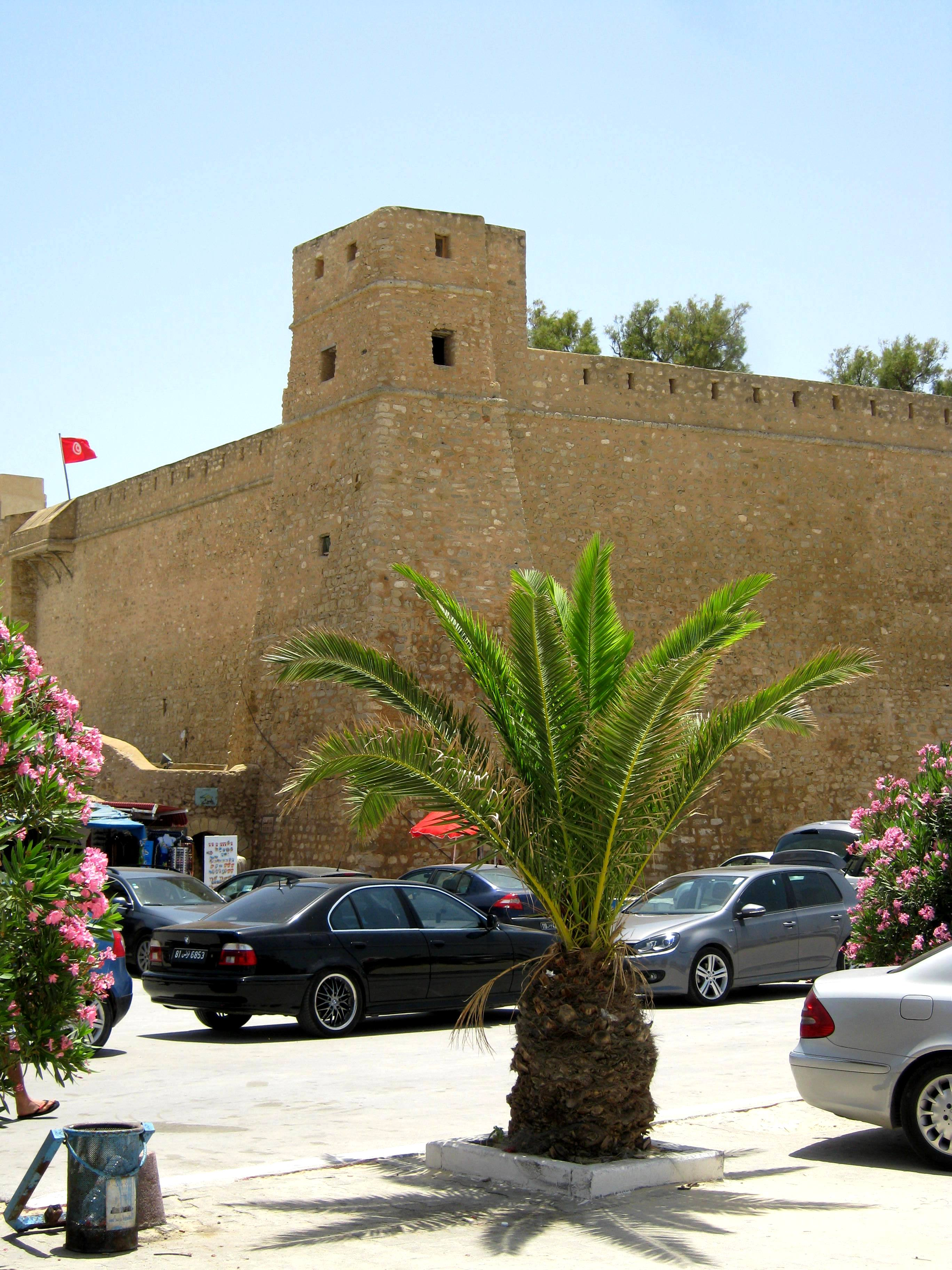
Возле Медины
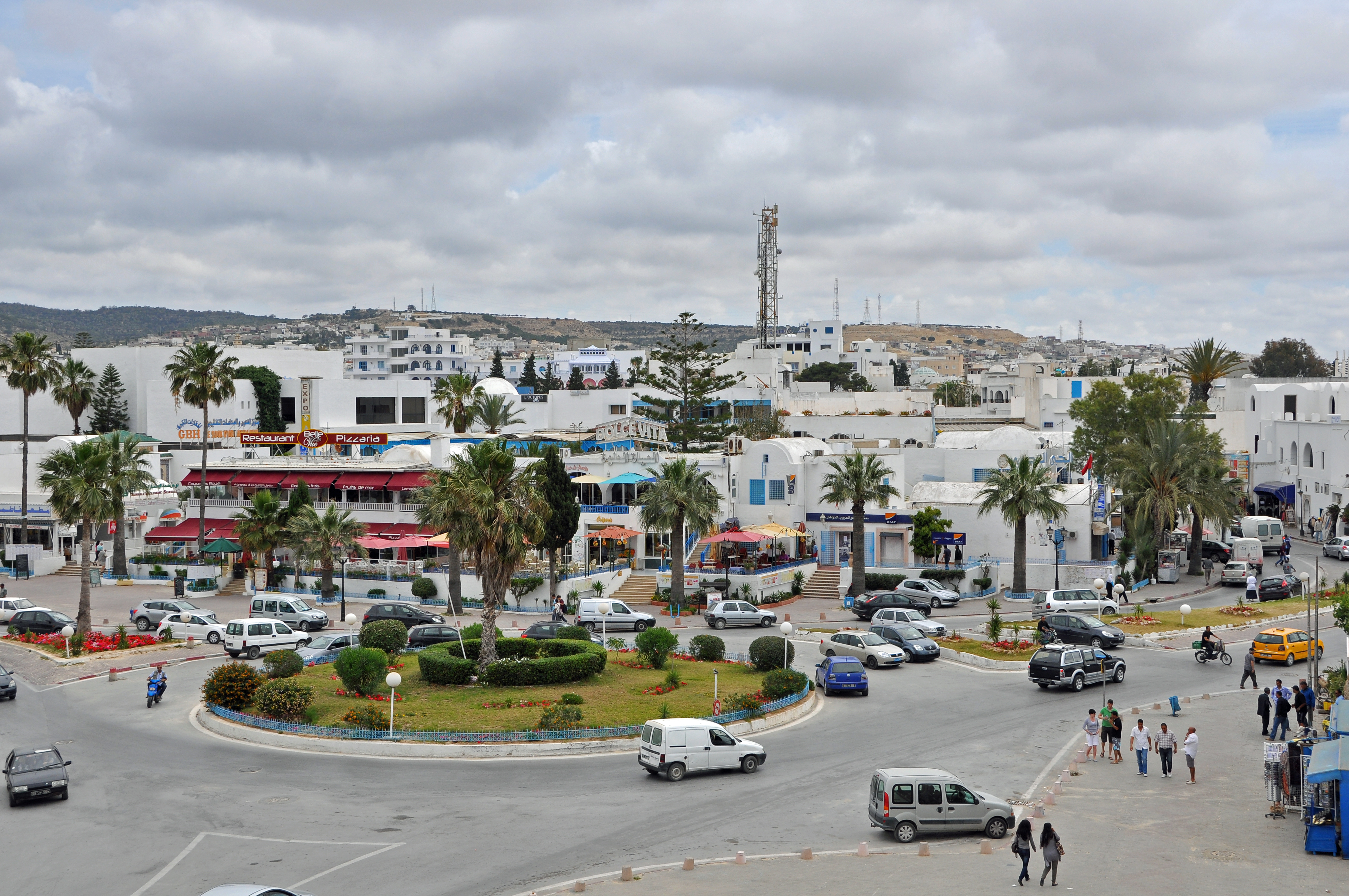
Центр города
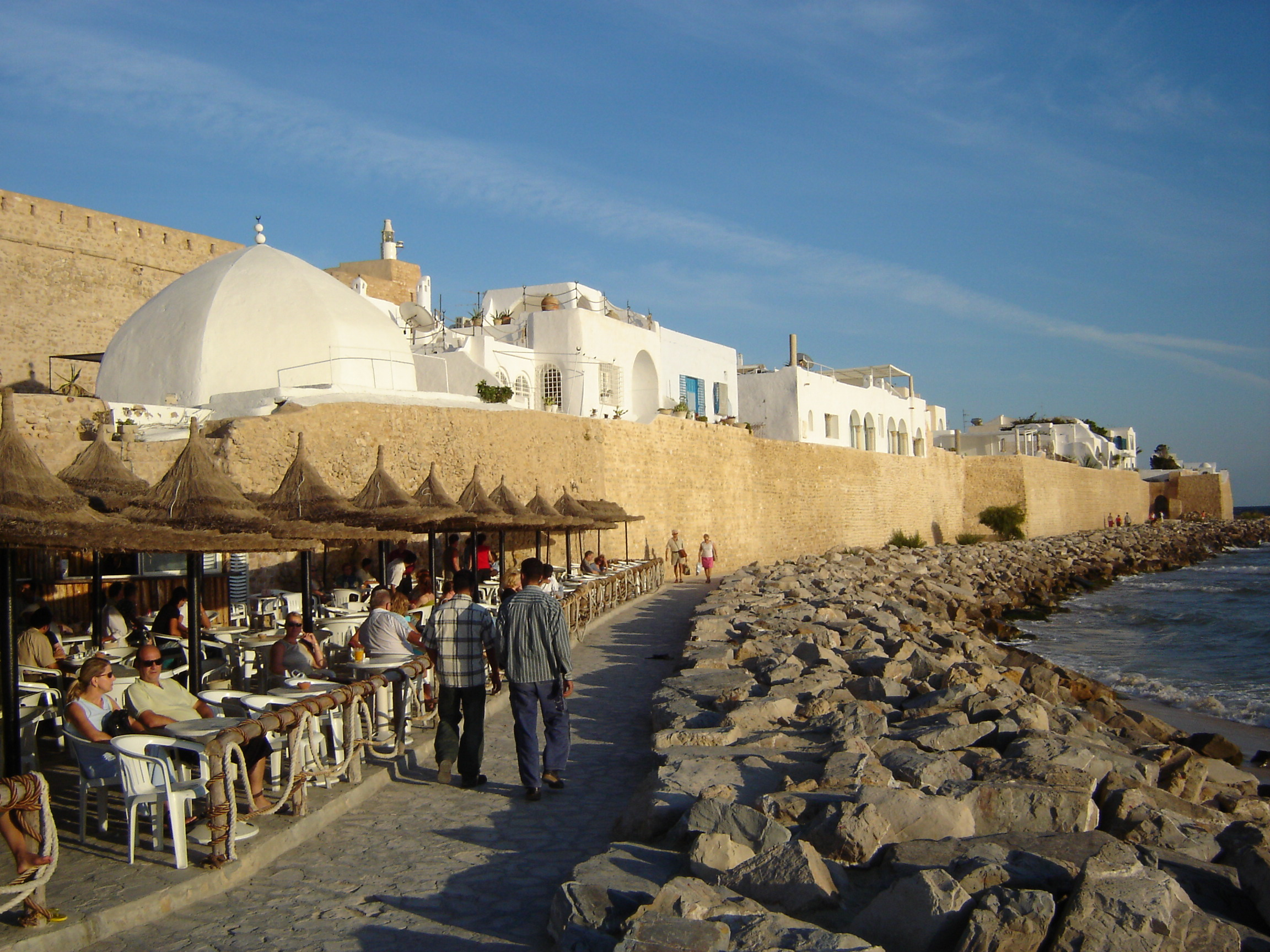
Набережная вдоль Медины
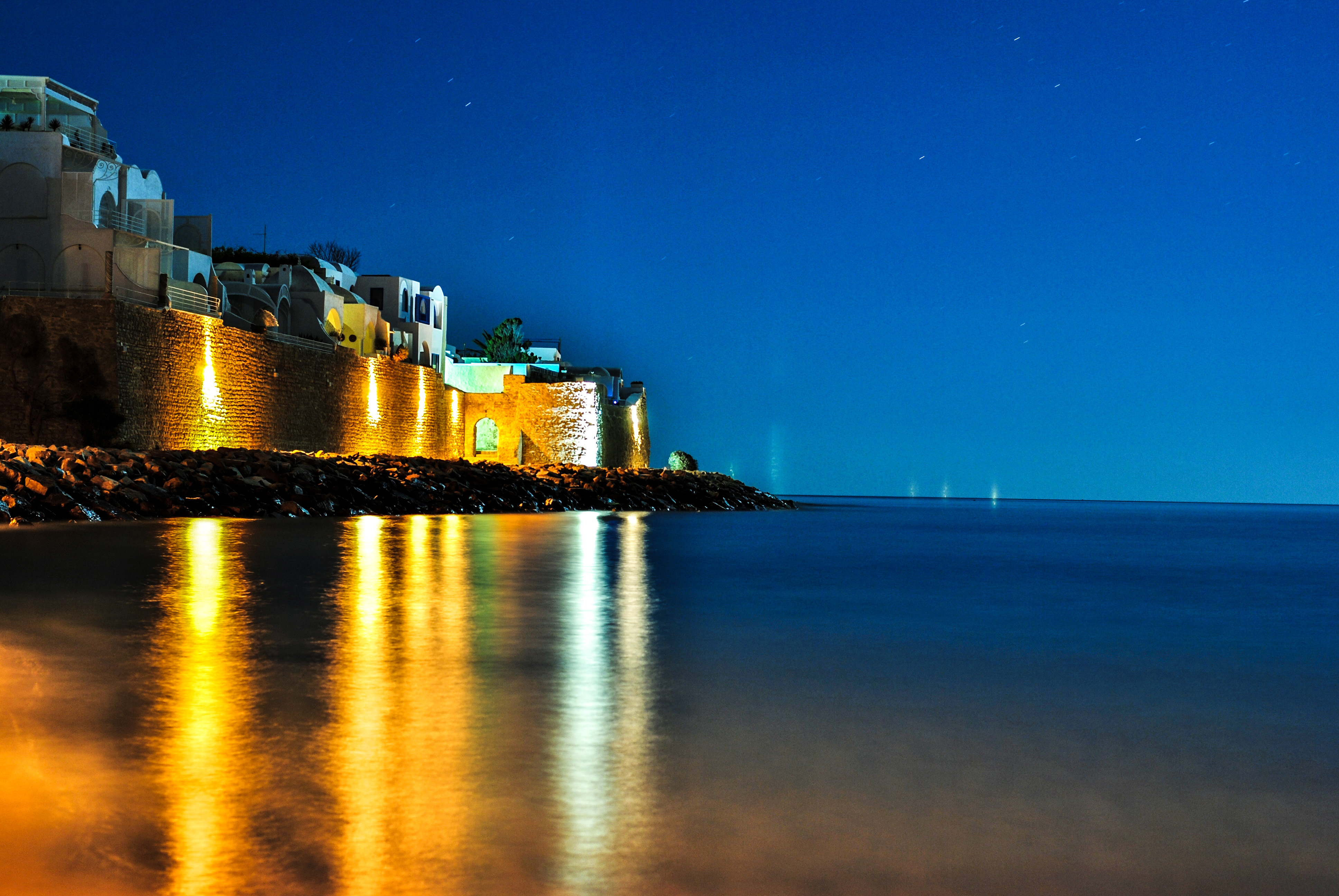
Вид Медины ночью